# غيريت سميث
غيريت سميث (بالإنجليزية: Gerrit Smith، وقد يُكتب Gerritt أيضًا. 6 مارس 1797 – 28 ديسمبر 1874) كان مصلحًا اجتماعيًّا أمريكيًّا رياديًّا، وداعيًا إلى التحرير من العبودية، وسياسيًّا، وفاعل خير. كان متزوجًا آن كارول فيتزهاغ، وترشح لشغل منصب رئاسة الولايات المتحدة في كل من عام 1848 و1856 و1860، لكنه لم يشتغل إلا 18 شهرًا في الحكومة الأمريكية الفدرالية، بصفته نائبًا في الكونغرس عن حزب التربة الحرة في عامي 1853–1854.
كان غيريت سميث طول حياته من كبار المساهمين ماليًّا في حزب الحرية والحزب الجمهوري، وأنفق معظم وقته وماله على العمل من أجل التقدم الاجتماعي في الولايات المتحدة في القرن التاسع عشر. قدم تبرعات مالية وأرضية كبيرة جدًّا لإنشاء مجتمع تمبكتو، وهو مجتمع للأمريكيين الأفارقة في شمال مدينة إلبا في ولاية نيويورك، وإلى جانب هذا شارك في حركة الاعتدال وحركة الاستعمار، قبل أن ينبذ حركة الاستعمار ويتجه إلى حركة التحرير من العبودية، التي كانت تدعو إلى عتق جميع العبيد فورًا. كان عضوًا في لجنة الستة السرية التي قدمت دعمًا ماليًّا لغارة جون براون في بلدة هاربرز فيري في عام 1859. كانت مزرعة جون براون في شمال مدينة إلبا على أرض كان قد اشتراها من غيريت سميث.

## النشأة

### سلفه
وُلد غيريت سميث في مدينة أوتيكا في ولاية نيويورك، ابنًا لبيتر غيريت سميث (1768–1837) الذي كان سلفه وافدين من هولندا، ولإليزابيث (ليفينغستون) سميث (1773–1818) ابنة العقيد جيمس ليفينغستون (1747–1832) وإليزابيث (سيمبسون) ليفينغستون (1750–1800). «تزوج بيتر سميث من آل ليفينغستون التي كانت لها علاقات أرستقراطية مع آل سكايلر وآل فان رينسيلار، وهذا أكسبه اعتبارًا واحترامًا كبيرين.» «تشارك بيتر سميث مع جون جاكوب أستور في تجارة الفراء، واتّجر وحده في مجال العقارات، فتمكن بهذا من أن يجمع ثروة كبيرة. في عام 1819 نقل إلى ملكية ابنه غيريت مشروعًا قيمته كانت أكبر من 400 ألف دولار [وهذا كان في 2019 يعادل 6,680,870 دولارًا]، وفي 1837 ترك لأولاده 800 ألف دولار إضافي [وهذا كان في 2019 يعادل 14,227,778 دولارًا. كان بيتر سميث قاضي مقاطعة ماديسون، ووُصف بأنه ‹مواطنها الرائد بلا منازع›.» كان بيتر سميث «رجلًا متدينًا عاطفيًّا تقيًّا... ومن عام 1822 انخرط انخراطًا كبيرًا في العمل في جماعات الصحائف والكتاب المقدس».
كانت خالة غيريت سميث هي مارجريت ليفينغستون، التي تزوجت القاضي دانيل كادي (1773–1859). أنجبا ابنتهما إليزابيث كادي ستانتون –التي أسست حركة حق المرأة في التصويت وقادتْها–، فكانت أول ابنة خالة لغيريت سميث. قابلت إليزابيث كادي زوجها المستقبلي هنري ستانتون –الذي كان أيضًا داعيًا نشيطًا إلى تحرير العبيد– في منزل آل سميث في بلدة بيتربورو في مدينة نيويورك. تأسست البلدة في عام 1795، وكان مؤسسها هو بيتر سميث والد غيريت سميث، وسُميت على اسمه، وبنى فيها منزلًا عائليًّا في عام 1804. وقد وفد غيريت إلى هناك وهو في سنته التاسعة.

### غيريت سميث في شبابه
وُصف غيريت سميث بأنه «طويل القامة، جميل الخلقة، بديع التناسق، ذو رأس كبير يتربع كتفيه في فخامة»، وبأنه «ربما اتُّخذ مثالًا لإله يوناني في الأزمنة التي كان الناس فيها يقدسون الجمال ويعبدونه». التحق غيريت بأكاديمية هاميلتون أونيدا في مدينة كلينتون بمقاطعة أونيدا في ولاية نيويورك، وفي عام 1818 تخرج بمرتبة الشرف في كلية هاميلتون اللاحقة للأكاديمية، وألقى حينئذ خطابه التوديعي، واصفًا إقامته في الكلية بأنها كانت «نشطة جدًّا في صحبة عديد من الأصدقاء». في شهر يناير من عام 1819 تزوج ولثا آن باكوس (1800–1819)، بنت أزيل باكوس دي. دي. (أول رئيس لكلية هاميلتون. 1765–1817)، وأخت فريدريك إف. باكوس (1794–1858). لكن ماتت ولثا في شهر أغسطس من نفس ذلك العام. بعد أن عاد غيريت سميث من الكلية إلى داره، حمل على عاتقه إدارة الممتلكات الكثيرة التي كانت لأبيه، الذي كان شريكًا قديمًا لجون جيكوب أستور، وزاد ثروة عائلته زيادة كبيرة إلى حد أنها وُصفت بكلمة monumental التي تفيد العِظم والضخامة. في عام 1822 تزوج آن كارول فيتزهاغ (1805–1879)، أخت هنري فيتزهاغ (1801–1866)، وقد كانت علاقتها قائمة على «المودة». أنجبا 8 أولاد، لكن لم يصل منهم إلى البلوغ إلا إليزابيث سميث ميلر (1822–1911) وغرين سميث (1841–1880).
صار غيريت نشيطًا في حركة الاعتدال، وزعم أنه في عام 1824 ألقى أول خطاب اعتداليّ على الإطلاق في كونغرس ولاية نيويورك. أنشأ غيريت في مسقط رأسه، بيتربورو، واحدًا من أول الفنادق الاعتدالية في البلد كلها.

### غيريت في ثلاثينيات القرن التاسع عشر
شارك في عدد كبير من اجتماعات الصحوة الدينية، ودرّس في مدارس الأحد. فكر في إنشاء مدرسة للطلاب السود. في عام 1834 افتتح للسود مدرسة بيتربورو للعمل اليدوي، على غرار نموذج معهد أونيدا المجاور. كان في تلك المدرسة مدرّس واحد فقط، ولم تستمر إلا عامًا واحدًا. كان في البداية داعمًا لجمعية الاستعمار الأمريكية، لكنه بعد ذلك في عام 1835 صار مناديًا بتحرير العبيد.

## روابط خارجية
- غيريت سميث على موقع الموسوعة البريطانية (الإنجليزية)
- غيريت سميث على موقع إن إن دي بي (الإنجليزية)